# Slow art
 (août 2016).

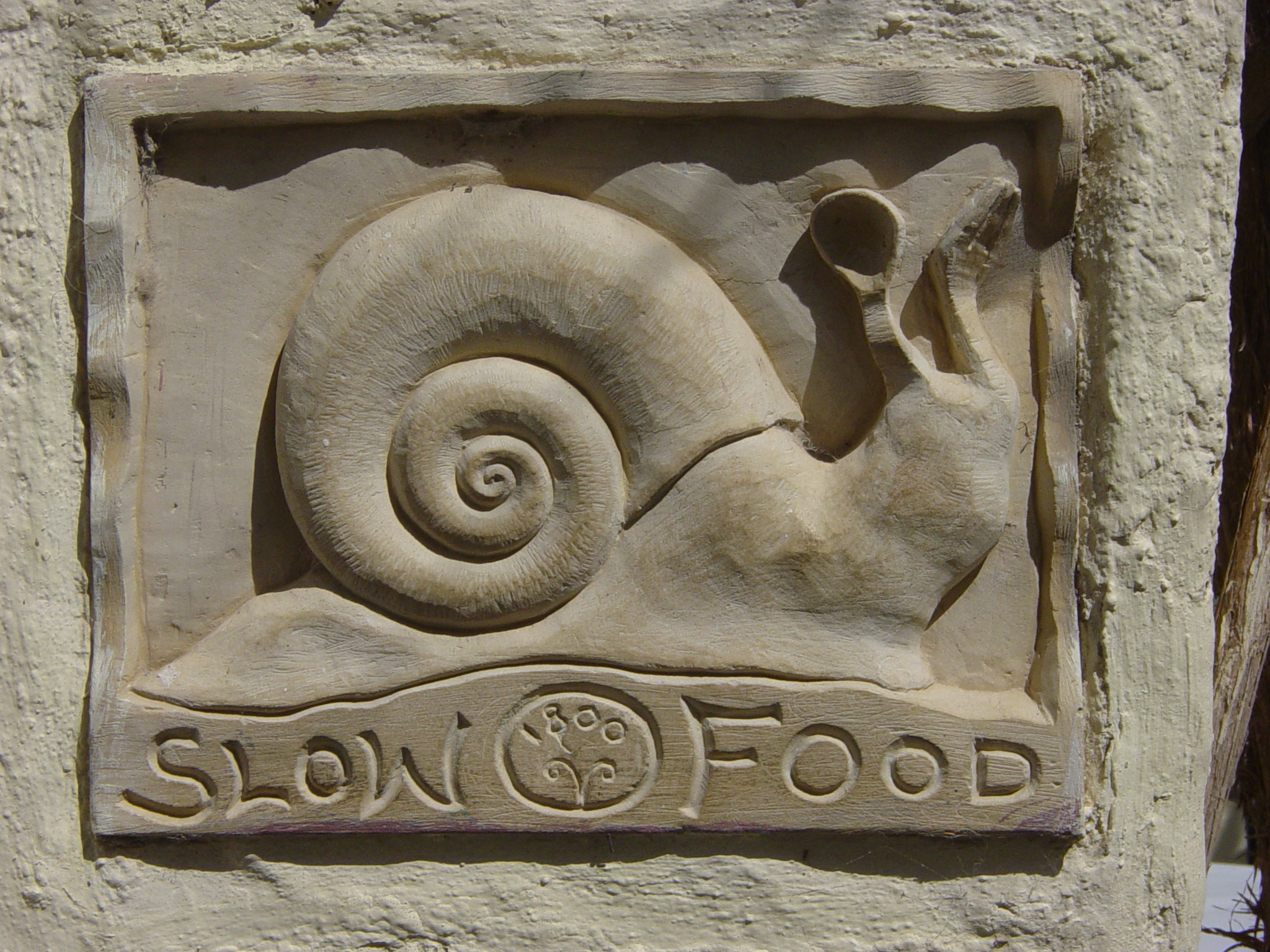
Le Slow Art inspiré de l’approche environnementaliste du Slow Food - Travail artisanal, exposé au public sur un mur entourant un restaurant à Santorin.

Le concept de Slow Art a été lancé au début des années 1990 par des artistes environnementalistes français, à la suite du mouvement Slow Food, pour s'opposer à l'explosion d'un marché de l'art consumériste et spéculatif et revendiquer des valeurs esthétiques écologiques telles que le recyclage et la fabrique artisanale.
Depuis vingt-cinq ans le terme Slow Art est utilisé pour revendiquer ces mêmes valeurs, mais aussi, de manière plus détournée :
- le choix d'une pratique artistique inscrite dans les règles classiques de l'histoire de l'art
- une création faisant primer « le processus créatif sur le produit fini »
- ou même la nécessité de prendre son temps pour regarder l'art, avec la création du Slow Art Day, depuis avril 2009, suivi par de nombreux musées internationaux.

## Historique
Le concept de Slow Art est d'abord énoncé dans le livre et l'exposition collective Pro-création ? qui s'est tenue à la Kunsthalle de Fribourg (Suisse), en 1993, et dans lesquels les artistes interrogeaient la responsabilité de l'artiste producteur et condamnaient la nécessité des artistes d'inonder le marché pour exister à l'heure de l'urgence écologique. Ils revendiquent alors de ralentir la machine économique dévastatrice de l'art, de produire Slow  en interrogeant la place de la productivité artistique face à des débordements humains qui saturent une surface terrestre de plus en plus limitée.

## Idées

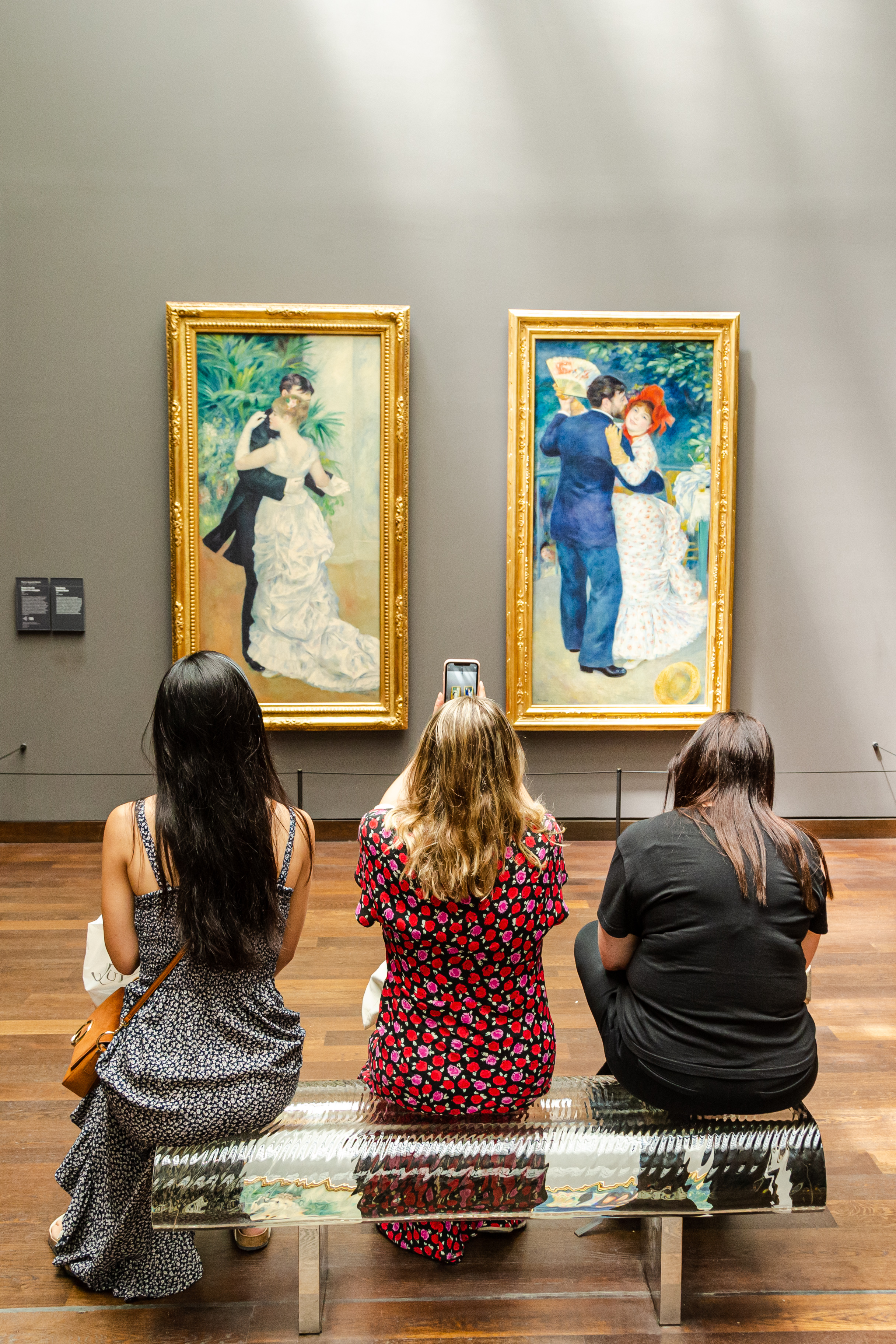
Les banquettes dans les musées encouragent les visiteurs à se poser pour prendre leur temps pour observer les œuvres.

- Promouvoir un art respectueux de l'éthique environnementale, « Si nous faisons quelque chose malgré tout - le respect de l'écologie impliquerait que nous ne fabriquions rien - il faut le faire Slow et très bien »
- S'opposer aux effets dépréciateurs du Marché de l'art entraînant une surproduction standardisée non soucieuse des valeurs de créativité individuelles.
- Défendre la diversité et la pratique des techniques artisanales, « Nous ressortons des techniques presque oubliées des tiroirs, parce que la biodiversité des savoirs diminuant, nous devons les apprendre, comme les livres dans Fahrenheit 451. Ces œuvres requièrent des réalisations complexes, c'est du Slow Art où la technique est poussée à son maximum »
- Promouvoir une philosophie du déroulement du processus créatif, « l'inspiration artistique ne peut s'astreindre à des standards imposés et nécessite le loisir de se déployer selon son rythme naturel »[5]
- Encourager l'observation attentive de l'art à travers des programmes de sensibilisation pour les adultes et les enfants, qui les invitent à prendre leur temps pour contempler les œuvres d'art. Le Slow Art Day lancé en 2009 par Phil Terry, le patron de la firme de conseils Creative Good, est né du constat d'une crise de la réception artistique : dans de nombreux musées, le temps moyen passé par une personne devant une œuvre est de 27 à 28 secondes, et le temps médian de 17 secondes[6],[7],[8].